# Коржук, Анна Петровна
Анна Петровна Коржук (28 ноября 1928, Малая Лепетиха, Мелитопольский округ — 25 марта 2015, Чистополье, Херсонская область) — передовик советского сельского хозяйства, звеньевая совхоза «Рогачик» Верхнерогачикского района Херсонской области, Герой Социалистического Труда (1971).

## Биография
Родилась 28 ноября 1928 года в селе Малая Лепетиха в украинской крестьянской семье. Обучаясь в школе, помогала отцу пасти отару овец.
Во время Великой Отечественной войны, с 1941 по 1944 год, проживала на оккупированной территории. После освобождения, в 1944 году трудоустроилась работать стригалём в колхоз «Рогачик». В 1946 году назначена бригадиром женской бригады.
В середине 1950-х годов вместе с супругом уехала в Казахстан на целину. Возглавляла комсомольско-молодёжную бригаду строителей.
Через два года возвратилась в родное село. Стала трудиться звеньевой. Внедрила скоростную стрижку овец, стала чемпионом Украины по этому виду работ. В восьмой пятилетке удалось обстричь 10 750 овец и получить 106 760 килограммов шерсти. Первой в хозяйстве внедрила электрострижку. По собственной инициативе в летней период работала в звене полеводов. В 1970 году её бригаде удалось получить 280 центнеров урожая сахарной свёклы и 200 центнеров кукурузы с гектара посевной площади.
Указом Президиума Верховного Совета СССР от 8 апреля 1971 года за получение высоких результатов в сельском хозяйстве и рекордные показатели Анне Петровне Коржук было присвоено звание Героя Социалистического Труда с вручением ордена Ленина и медали «Серп и Молот».
Продолжала трудиться в сельском хозяйстве до выхода на заслуженный отдых в 2000 году. Была депутатом сельского совета[когда?]

.
Проживала в селе Чистополье. Умерла 25 марта 2015 года.

## Награды
- Медаль «Серп и Молот» (08.04.1971);
- орден Ленина (08.04.1971);
- другие медали.